# Forst Tennenlohe
Forst Tennenlohe är ett kommunfritt område och ort i Landkreis Erlangen-Höchstadt i Regierungsbezirk Mittelfranken i förbundslandet Bayern i Tyskland.